# شهرستان الوازعیه
ناحیهٔ الوازعیة (به عربی: مدیریة الوازعیة) یک [[منطقه مسکونی|ناحیه]] در یمن است که در استان تعز واقع شده‌است.

## خصوصیات
ناحیهٔ الوازعیة ۷۵٬۲۸۸ نفر جمعیت دارد.